# 8274 Soejima
8274 Soejima (1990 TJ1) là một tiểu hành tinh vành đai chính được phát hiện ngày 15 tháng 10 năm 1990 bởi K. Endate và K. Watanabe ở Kitami.